# Trichonta conjungens
Trichonta conjungens är en tvåvingeart som beskrevs av Lundstrom 1909. Trichonta conjungens ingår i släktet Trichonta och familjen svampmyggor. Arten är reproducerande i Sverige. Inga underarter finns listade i Catalogue of Life.